# Katherine Tofts

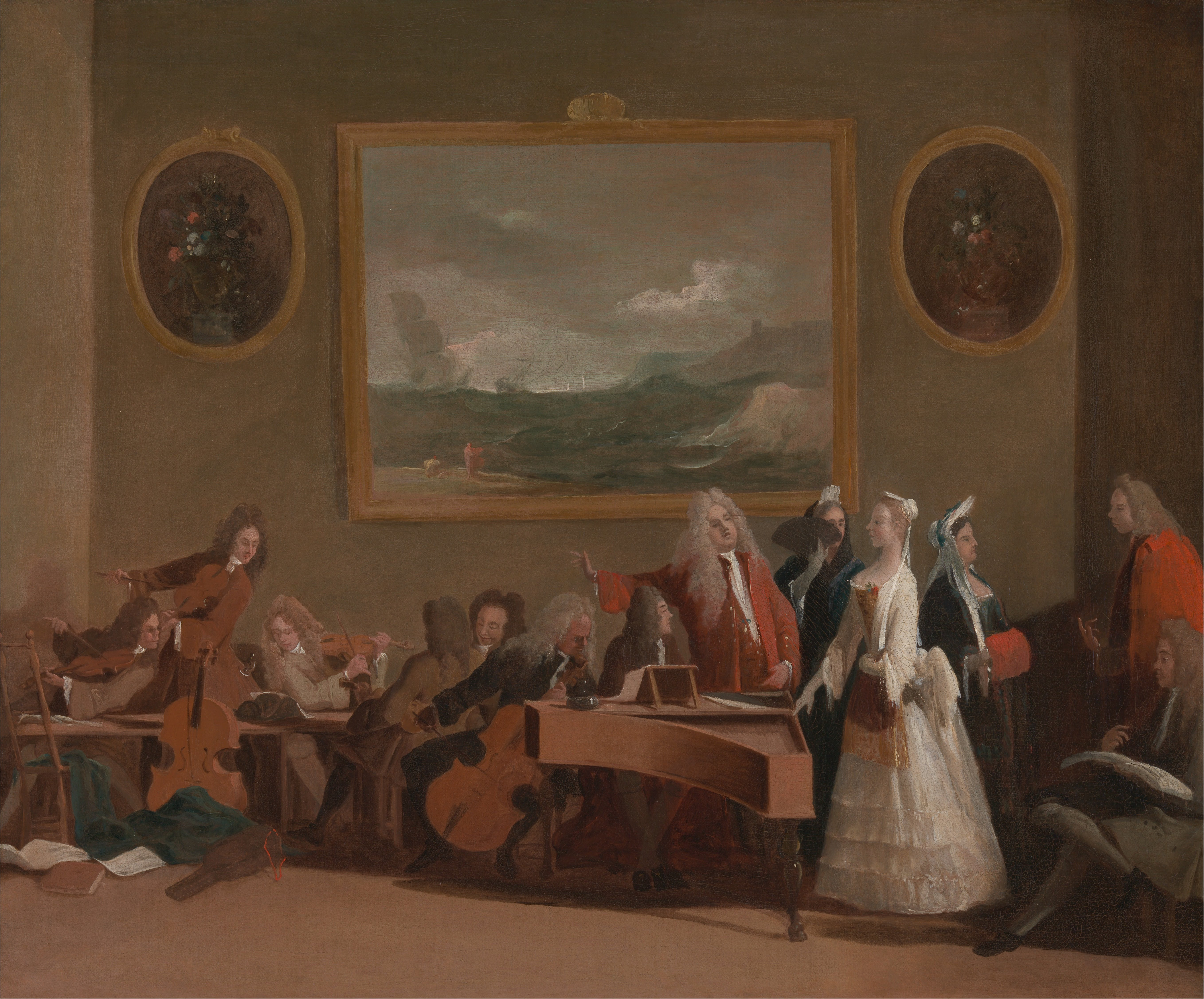
Catherine Tofts, Margherita de l'Épine - Marco Ricci, ~ 1709).

Katherine Tofts, född 1680, död 1758, var en engelsk sopran, aktiv 1703-1709. 
Tofts uppträdde från 1703 i italienska och engelskspråkiga stycken på Drury Lane Theatre i London. Hennes karriär varade endast några få år, men under denna tid tillhörde hon de främsta artisterna på Londoscenen. Hennes rivalitet med den andra operaprimadonnan i London vid denna tid, Francesca Margherita de L'Epine, var uppmärksammad. Bland hennes främst roller var Clayton's ‘Arsinoe’ (Arsinoe, Queen of Cyprus) 1705-06. Kritikern Betterton bedömde att Tofts, tillsammans med Leveridge, var bättre än de utländska artister som dominerande Londons operascen vid denna tid. 
Hon avgick från scenen 1709 och gifte sig året därpå med Joseph Smith, brittisk konsul i Venedig 1740-1760. 